# 奇馬德拉

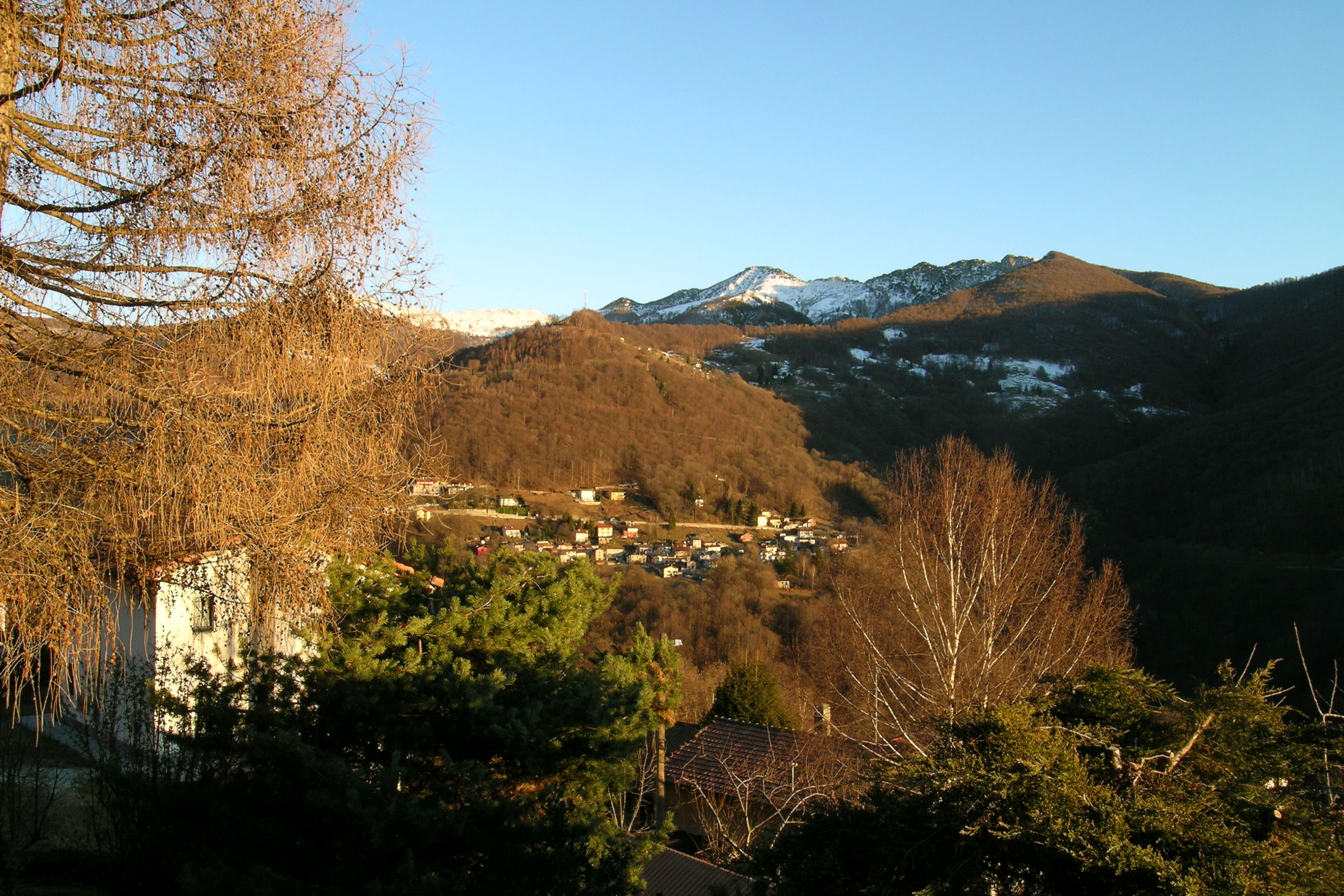

奇馬德拉是瑞士的城鎮，位於該國南部，由提契諾州負責管轄，面積5.28平方公里，海拔高度1,084米，2011年人口115，八成人口信奉羅馬天主教，人口密度每平方公里22人。